# Hervé Baud
Hervé Baud (28 gennaio 1967) è un ex sciatore alpino francese.

## Biografia
Discesista puro originario di Les Gets, Baud in Coppa Europa nella stagione 1987-1988 si piazzò 5º nella classifica di specialità; non prese parte a rassegne olimpiche né ottenne piazzamenti in Coppa del Mondo o ai Campionati mondiali.